# Helel
Hêlêl (gesprochen Helal) war der babylonische und kanaanitische Gott des Morgensterns und Sohn von Šaḥar, Gott des Sonnenaufgangs.

## Wortherkunft
In der Vulgata und der King-James-Bibel erscheint Lucifer in Jesaja 14:12-14 als Übersetzung des griechischen Wortes ῾Εωσφόρος (Heosphoros ‚Träger der Morgenröte‘), einem Epitheton von Venus. Das hebräische Original dieses Textes ist (הילל בן שחר hillel ben schachar‚ Hêlêl, Sohn des Morgengrauens‘).
In der Übersetzung der Septuaginta wird „Hêlêl ben Shahar“ mit „der glänzende Sohn der Morgenröte“ angegeben und als der Tagesanbruch oder der Morgen angegeben. Dieser wurde in der prophetischen Vision des Jesaja mit dem Stern verglichen, der das mythische Schicksal des Königs von Babylon beeinflusste. Dabei verband der Prophet den prahlerischen Stolz des babylonischen Königs und dessen anschließenden Sturz zu einer Legende, die den König mit dem Morgenstern gleichsetzte.

## Helel und Luzifer
Jedoch hat in der jüdischen religiösen Tradition die Figur, die Helel bedeutet und im Christentum mit Luzifer übersetzt wird und auf einer Allegorie eines untergehenden Morgensterns (Venus) beruht, nichts mit dem christlichen gefallenen Engel Luzifer zu tun, sondern bezieht sich auf den Untergang des babylonischen Reiches und seines Königs Nebukadnezar, der mit dem Morgenstern verglichen wird, der von der Sonne, die Israel darstellt, überstrahlt wird. Dies bedeutet, dass das babylonische Reich untergeht, während das Volk Israel noch strahlt, trotz der Macht und der Grausamkeit, die Nebukadnezar dem Volk Israel angetan hatte, wie das Babylonische Exil. Auf diese Untergangsgeschichte bezieht sich die Vorstellung, Luzifer sei der gefallene Engel Satan, der aus dem Himmel verbannt worden sei Offenbarung (12,9 ). Dieser Mythos wurde erst später auf Satan übertragen.
Im Judentum wird Hêlêl nicht als Satan interpretiert, sondern Helel und Schahar fallen zusammen mit Babylon, deren Götter sie sind.

## Der Hêlalmythos
Hêlal war der Sohn von Šaḥar und ein gewaltiger Recke (Kämpfer, Krieger) der es Eljon, dem höchsten, gleichtun wollte. Er wollte über die Wolken hinaufsteigen, höher als alle Göttersterne, hinauf in den hohen Norden auf den Versammlungsberg und dort über ihnen allen thronen. Aber es kam nicht dazu, stattdessen wurde er (vermutlich von Eljon mit seinen Mitstreitern) hinab in die Tiefe gestoßen. Hermann Gunkel erklärt diesen Mythos als die Interpretation des Naturphänomens, dass der Morgenstern zwar am hellsten von allen Sternen erstrahlt, jedoch nicht in der Nacht zu sehen ist und es am Tage nicht schafft gegen die Strahlen der Sonne zu bestehen. Er Hêlal ist der letzte, der hinabfällt, denn der Morgenstern bleibt am längsten sichtbar. Bei den Griechen gab es eine ähnliche Geschichte die vom frühen Tode des Phaethon (Φαέθων, der Strahlende), Sohn der Eos, berichtet. Auch er wird als der Morgenstern angesehen.